# Canonici regolari della Congregazione ospedaliera del Gran San Bernardo
I canonici regolari della Congregazione ospedaliera del Gran San Bernardo (in latino Congregatio Sanctorum Nicolai et Bernardi Montis Iovis) costituiscono un istituto di vita consacrata della Chiesa cattolica. I canonici regolari di questa comunità seguono la regola di sant'Agostino e pospongono al loro nome la sigla C.R.B.

## Storia
La congregazione sorse a Martigny (oggi nel Canton Vallese) nell'XI secolo per gestire l'ospizio di Mont Joux (monte Giove, l'attuale colle del Gran San Bernardo), restaurato da san Bernardo di Mentone († 1081).
Fino ai primi decenni del XX secolo, i canonici, nell'adempimento dei loro compiti, che comprendevano l'accoglienza, la guida e il soccorso dei viaggiatori che valicavano il colle, si avvalevano dell'ausilio di grossi cani (che fornivano anche una valida protezione contro i non infrequenti malintenzionati), dai quali si è evoluta la razza conosciuta come San Bernardo.
Dal 1959 la congregazione fa parte dei canonici regolari di Sant'Agostino confederati.

## Diffusione
Al 31 dicembre 2015, l'ordine contava 7 case e 40 membri, 30 dei quali sacerdoti.